# Портрет мадам Икс
«Портрет мадам Икс» (фр. Portrait de Madame X) — портрет парижской светской красавицы Виржини Готро, написанный американским художником Джоном Сарджентом в 1884 году.
На картине изображена дама в чёрном вечернем платье с бретельками из драгоценных камней. На первоначальной версии картины одна из бретелек была кокетливо спущена. Портрет характеризуется контрастом между бледной кожей с тёмным платьем и фоном.
Скандал, возникший из-за неоднозначного приема картины на Парижском салоне 1884 года, стал временной неудачей для Сарджента во Франции, хотя, возможно, позже помог ему сделать успешную карьеру в Великобритании и Америке.

## История
Портрет был написан не по заказу мадам Готро, а по просьбе Сарджента, который впервые увидел её в 1881 году, был поражён красотой и через друга попросил у Вирджини Готро позволения написать её портрет. Сарджент рассчитывал, что эта картина привлечёт большое внимание на предстоящем Парижском салоне и вызовет интерес потенциальных клиентов. Хотя мадам Готро уже отклонила несколько подобных просьб, она согласилась на предложение Сарджента в феврале 1883 года, возможно, потому что художник был таким же экспатриантом, как и она сама, и оба они нуждались привлечении внимания для достижения более высокого статуса во французском обществе.
Работа зимой 1883 года продвигалась медленно из-за бурной общественной жизни мадам Готро и того, что она не обладала усидчивостью модели, которой необходимо в течение долгого времени позировать художнику. По её предложению Сарджент посетил имение Готро в Бретани в июне 1883 года, где сделал серию набросков карандашом, акварелью и маслом. После этой поездки сохранилось около 30 рисунков, представляющих мадам Готро в различных позах. Этюд маслом «Мадам Готро пьёт тост» (Музей Изабеллы Стюарт Гарднер), так же как и окончательный портрет, изображает Вирджини Готро в профиль с обнажёнными руками на тёмном фоне, однако написан в более вольном стиле, чем «Портрет мадам Икс». В провинции работа над портретом продвигалась не быстрее, чем в Париже, так как мадам Готро и здесь вела напряжённую общественную жизнь, постоянно принимала гостей. Сарджент жаловался на её «красоту, которую невозможно изобразить, и безнадёжную лень».
Для окончательного варианта портрета Сарджент выбрал для Готро позу, когда корпус развёрнут к художнику, голова повёрнута в профиль, а правая рука выдвинута назад и опирается на низкий столик. Так создавалось напряжение, позволявшее подчеркнуть элегантные контуры модели. Даже после выбора композиции работа шла медленно, лишь к осени портрет был близок к завершению.
До завершения работы над картиной Вирджини Готро была очень воодушевлена и уверена, что портрет окажется шедевром. Первый показ в Парижском салоне под названием «Портрет мадам ***» в 1884 году вызвал скандал и шок у публики. Намерение художника сохранить анонимность модели было безуспешным. Любому представителю французского высшего общества было ясно, что на картине изображена мадам Готро. Подчёркнутая бледность кожи модели и розовый оттенок её уха были восприняты как намёк на косметику, применение которой считалось признаком вульгарности и дурного вкуса в высшем свете и ассоциировалось с женщинами низкого социального положения. Мать Готро потребовала у Сарджента убрать портрет с выставки, однако он отказался. Сразу же после показа в Салоне картина стала объектом насмешек в бульварной прессе. Её называли новой моделью для туза пик, намекая на очертания верхней части платья. Появились карикатуры на тему портрета.

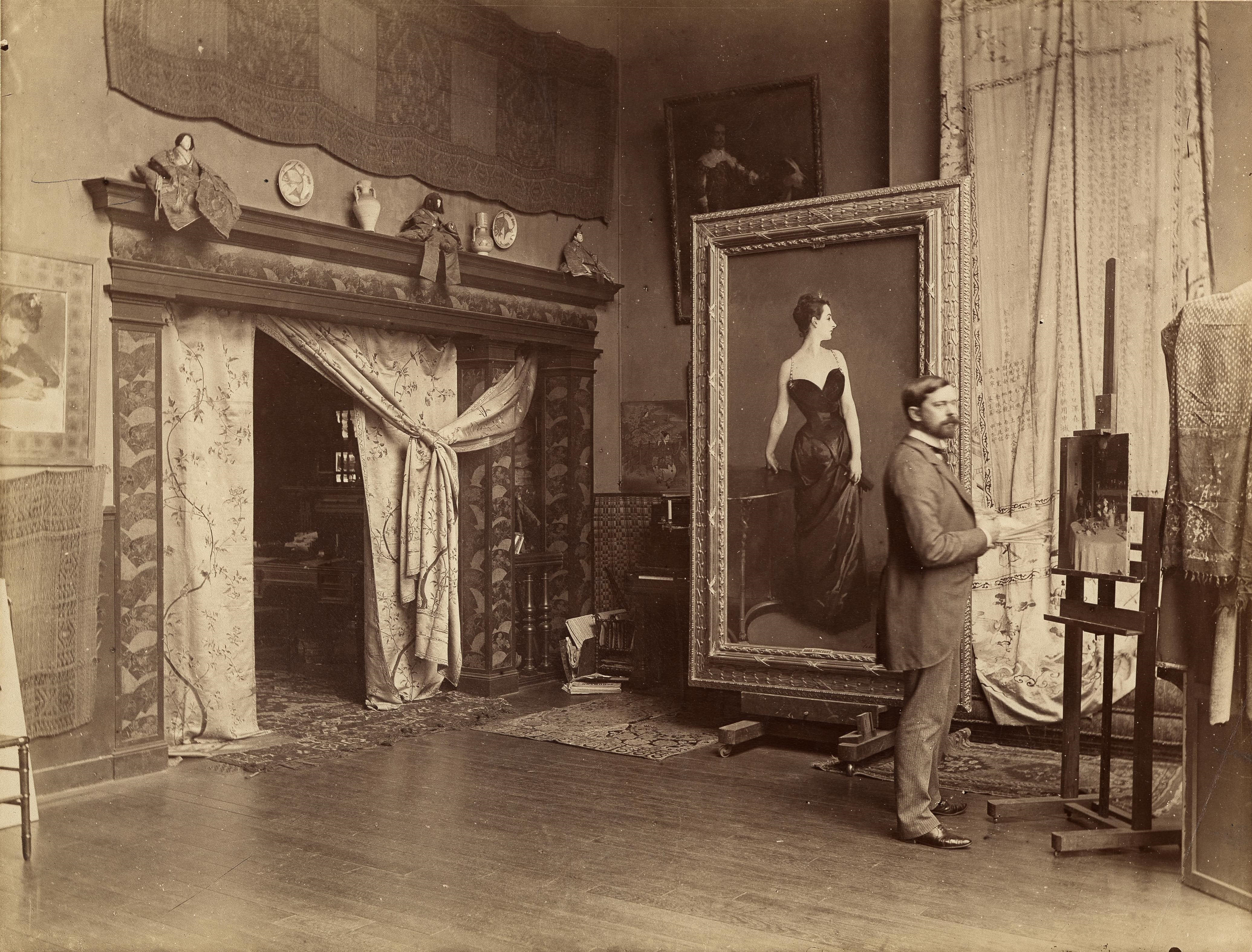
Сарджент в своей мастерской, ок. 1885

Позже художник переписал бретельку платья, подняв её на плечо и сменил название на «Портрет мадам Икс», чтобы сделать картину более безличностной и загадочной, однако ситуацию это уже не спасло. Реакция публики обернулась разочарованием как для модели, так и для художника. Мадам Готро была унижена скандалом. Карьера Сарджента, которую он тщательно выстраивал в парижском обществе, была разрушена, богатые клиенты отменили все свои заказы, и художник был вынужден в скором времени переехать в Лондон, а затем в США, где прославился как талантливый портретист и написал портреты президентов и известных бизнесменов.
Сарджент выставил «Портрет мадам Икс» сначала в своей парижской, а потом в лондонской мастерской. С 1905 года картина была показана на нескольких международных выставках и в 1916 году продана в Музей Метрополитен, директору которого Сарджент написал: «Я считаю, что это лучшее из того, что я сделал на настоящий момент». Вторая, неоконченная версия портрета в такой же позе, но с опущенной правой бретелькой выставлена в Галерее Тейт в Лондоне.
Семь лет спустя после портрета кисти Сарджента, Гюстав Куртуа написал новый портрет мадам Готро с лицом в профиль, в платье схожего фасона, однако ещё более откровенном. На этот раз реакция публики была более благосклонной. В 1897 году Вирджини Готро позировала для портрета работы Антонио де ла Гандара. Именно этот портрет она считала своим лучшим изображением.

## В театре
История картины легла в основу балета «Без бретельки» (Королевский балет, 2016). Постановка Кристофера Уилдона, либретто Шарлотт Уэстерна и Кристофера Уилдона по книге Деборы Дэвис, музыка М.-А. Турнажа, сценография Боба Кроули; Виржини Готро — Наталья Осипова, Джон Сарджент — Эдвард Уотсон.